# Chalcis saussurei
Chalcis saussurei är en stekelart som beskrevs av Jean-Jacques Kieffer 1905. Chalcis saussurei ingår i släktet Chalcis och familjen bredlårsteklar.
Artens utbredningsområde är Madagaskar. Inga underarter finns listade i Catalogue of Life.